# Byblis crassicornis
Byblis crassicornis är en kräftdjursart som beskrevs av Metzger 1875. Byblis crassicornis ingår i släktet Byblis och familjen Ampeliscidae. Arten är reproducerande i Sverige. Inga underarter finns listade i Catalogue of Life.